# CD Jersy Nay Ixcuintla
Der Club Deportivo Jersy Nay Ixcuintla, gemäß anderen Quellen Jersey Nay Ixcuintla, ist ein ehemaliger mexikanischer Fußballverein aus der Stadt Santiago Ixcuintla im Bundesstaat Nayarit.

## Geschichte
Der von der Molkerei Jersy Nay (Nay steht als Abkürzung für den Bundesstaat Nayarit) finanzierte Verein gewann in der Apertura 2003 die Meisterschaft der seinerzeit viertklassigen Tercera División, wodurch er sich das Recht zum Aufstieg in die drittklassige Segunda División erwarb. Die Mannschaft war bis zur Saison 2005/06 in der Segunda División vertreten, ehe sie vor der Saison 2006/07 aus dem Spielbetrieb der Liga zurückgezogen wurde.

## Erfolge
- Meister der Tercera División: Apertura 2003